# 越後川口駅
越後川口駅（えちごかわぐちえき）は、新潟県長岡市東川口にある、東日本旅客鉄道（JR東日本）の駅である。

## 乗り入れ路線
上越線と飯山線が乗り入れており、このうち上越線を所属線としている。飯山線は当駅が終点であるが、1日2往復、飯山線と上越線経由で信越本線の長岡駅との間で直通列車が設定されている。

## 歴史
- 1921年（大正10年）8月5日：上越北線・東小千谷 - 越後川口区間の開通時に設置[1]。
- 1922年（大正11年）8月1日：上越北線・越後堀之内まで延伸。
- 1927年（昭和2年）6月15日：十日町線（現：飯山線）・当駅起終点で越後岩沢まで開業[4]。
- 1931年（昭和6年）9月1日：上越線が全通し、上野発着の列車が乗り入れを開始。
- 1947年（昭和22年）10月1日：上越線・石打 - 宮内間および長岡までの信越本線が電化。
- 1960年（昭和35年）3月末：ホームをかさ上げ[5]。
- 1966年（昭和41年）11月22日：上越線・北堀之内 - 越後川口間を複線化。
- 1967年（昭和42年）7月4日：上越線・越後川口 - 山辺信号場（越後川口 - 小千谷間に設置）が複線化し、同時に同信号所を廃止[3][6]。
- 1969年（昭和44年）12月1日：駅舎を新築[7]。
- 1970年（昭和45年）12月15日：貨物の取り扱いを廃止[3]。
- 1984年（昭和59年）2月1日：荷物の扱いを廃止[3]。
- 1985年（昭和60年）3月14日：上越新幹線・上野延伸に伴い、急行「佐渡」が廃止。当駅停車で上野発着の優等列車が消滅。
- 1986年（昭和61年）11月1日：飯山線・上越線の直通急行「野沢」が廃止。当駅停車の優等列車は消滅。
- 1987年（昭和62年）4月1日：国鉄分割民営化、JR東日本新潟支社の設置駅となる[3][4]。
- 2004年（平成16年）
  - 10月23日：新潟県中越地震により被災し、運休。
  - 12月27日：越後川口 - 越後滝谷の区間、上り線を使用した単線運転で全線の運転を再開。夜行列車、普通列車の半数以上、貨物列車は運休措置。
- 2005年（平成17年）3月25日：越後川口 - 越後滝谷間の下り線が復旧、全線で複線運転を再開。夜行列車や、普通列車および貨物列車など順次運転再開。
- 2009年（平成21年）3月14日：上越線CTC化および信号取り扱いの廃止に伴い、日勤化。
- 2016年（平成28年）3月15日：駅舎をリニューアル[8]。
- 2024年（令和6年）2月29日：みどりの窓口の営業を終了[9]。

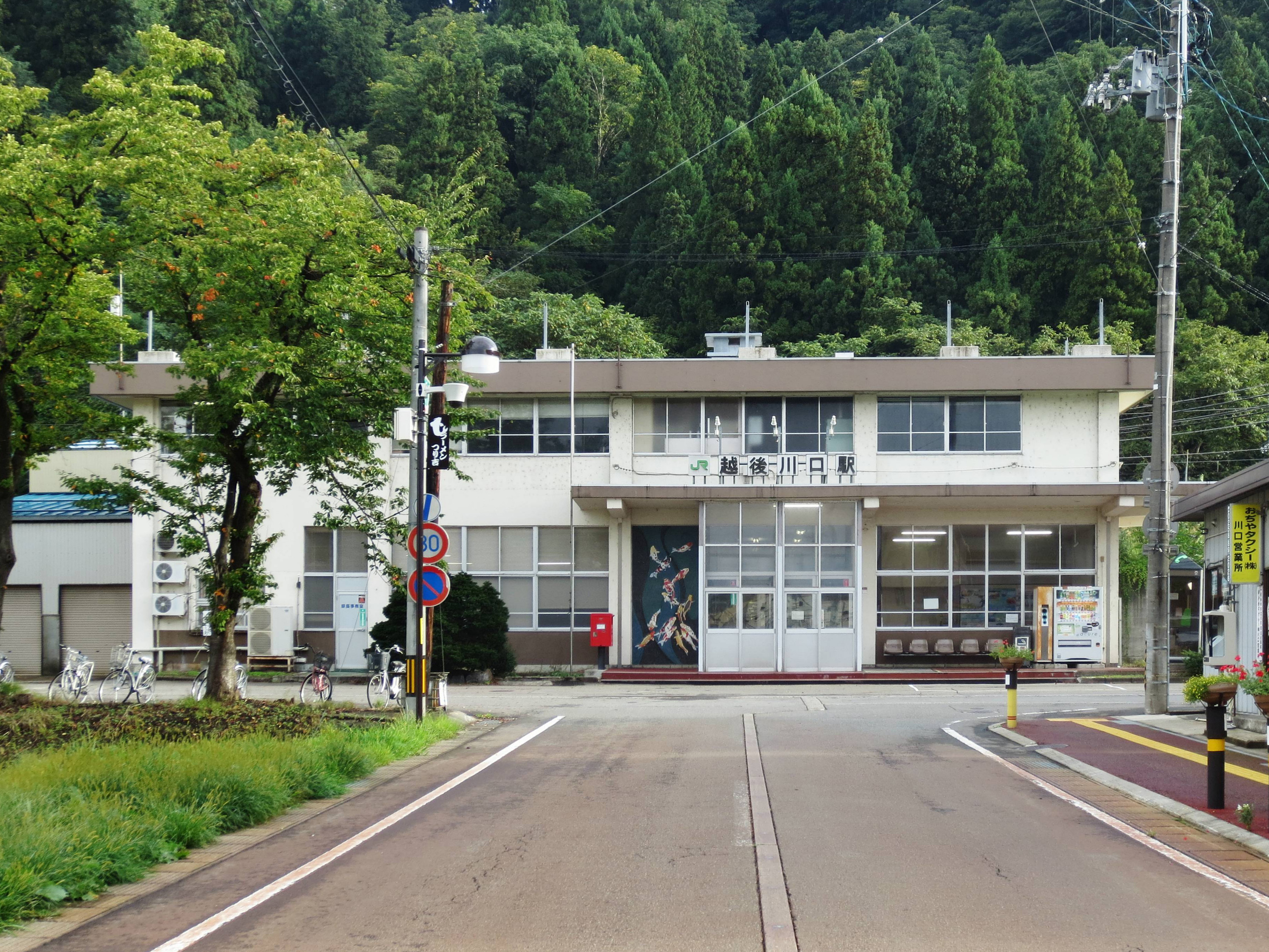
リニューアル前の駅舎（2015年9月）

## 駅構造
丘陵地の北斜面に飯山線の単式ホーム1面1線と上越線の島式ホーム1面2線のホームを有する地上駅で、ホーム間と駅舎は地下通路で連絡している。
JR東日本新潟シティクリエイト（JENIC）が受託する業務委託駅で、長岡駅が管理する。駅構内には有人改札口、自動券売機、自動販売機、屋内待合室、化粧室などが設置されている。

### のりば
| 番線 | 路線    | 方向 | 行先               | 備考                 |
| ---- | ------- | ---- | ------------------ | -------------------- |
| 1    | ■飯山線 | 上り | 十日町方面         |                      |
| 1    | ■上越線 | 下り | 長岡・新潟方面     | 飯山線からの直通列車 |
| 2    | ■上越線 | 下り | 長岡・新潟方面     |                      |
| 3    | ■上越線 | 上り | 浦佐・越後湯沢方面 |                      |

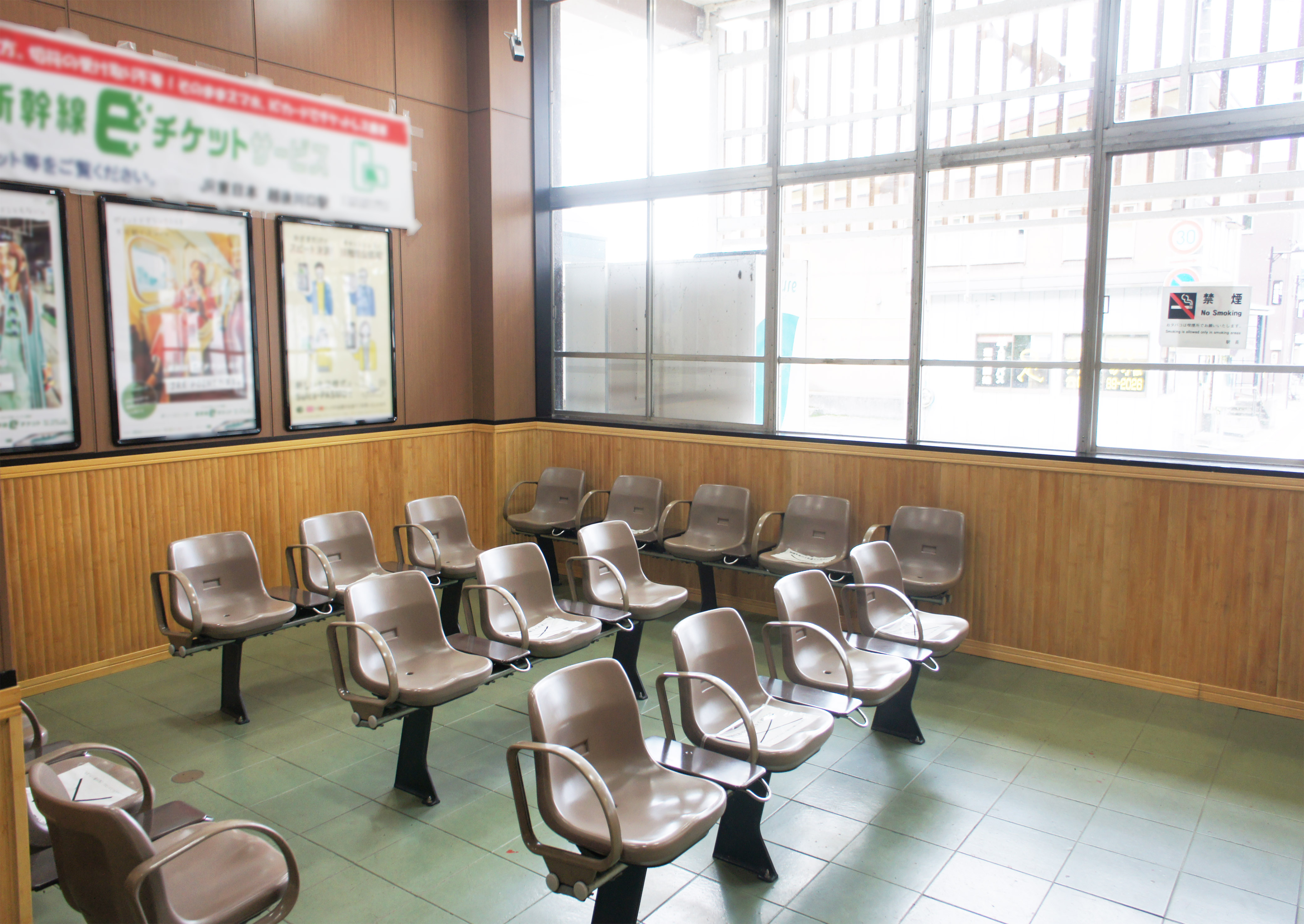
待合室（2021年9月）
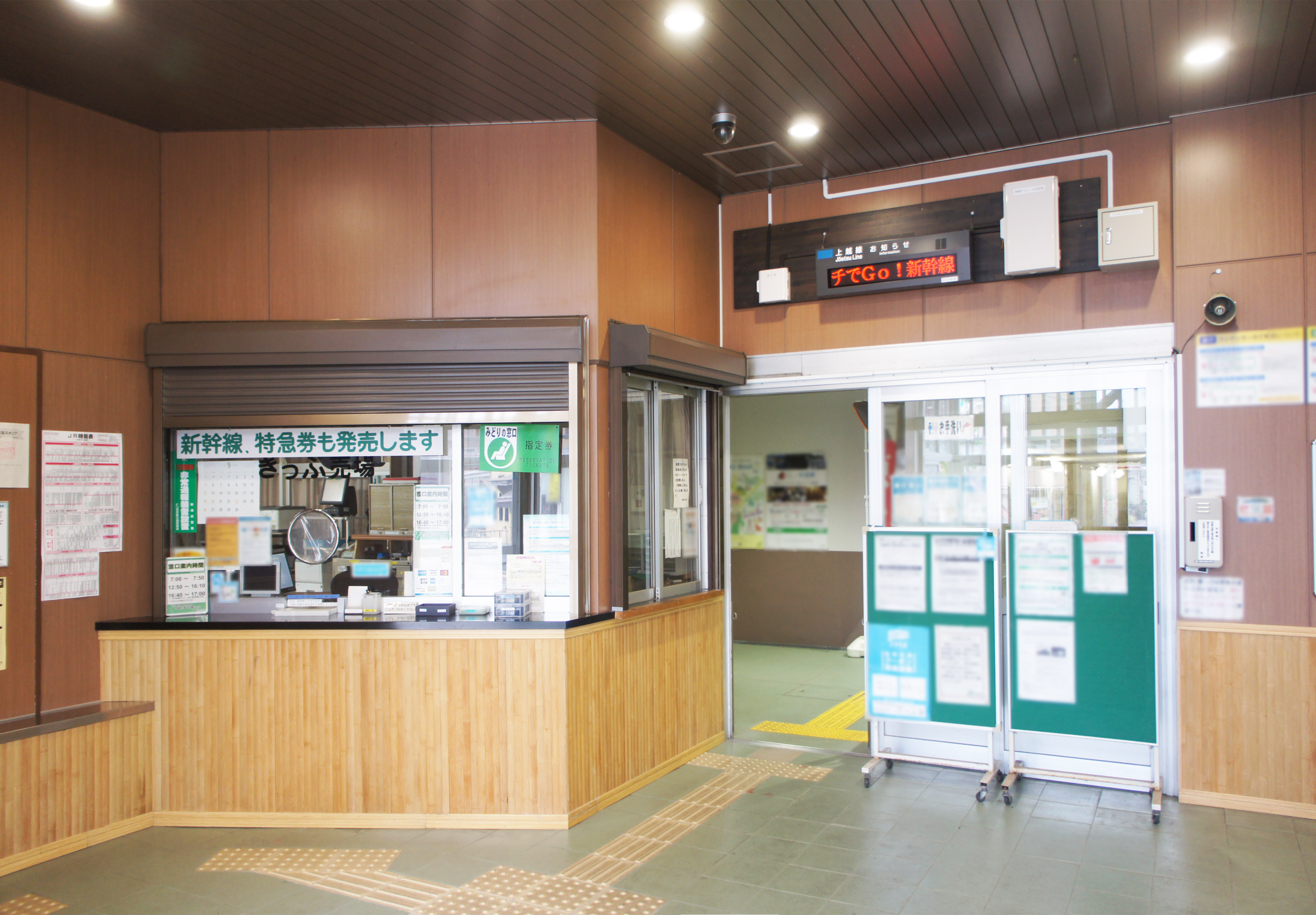
改札口（2021年9月）
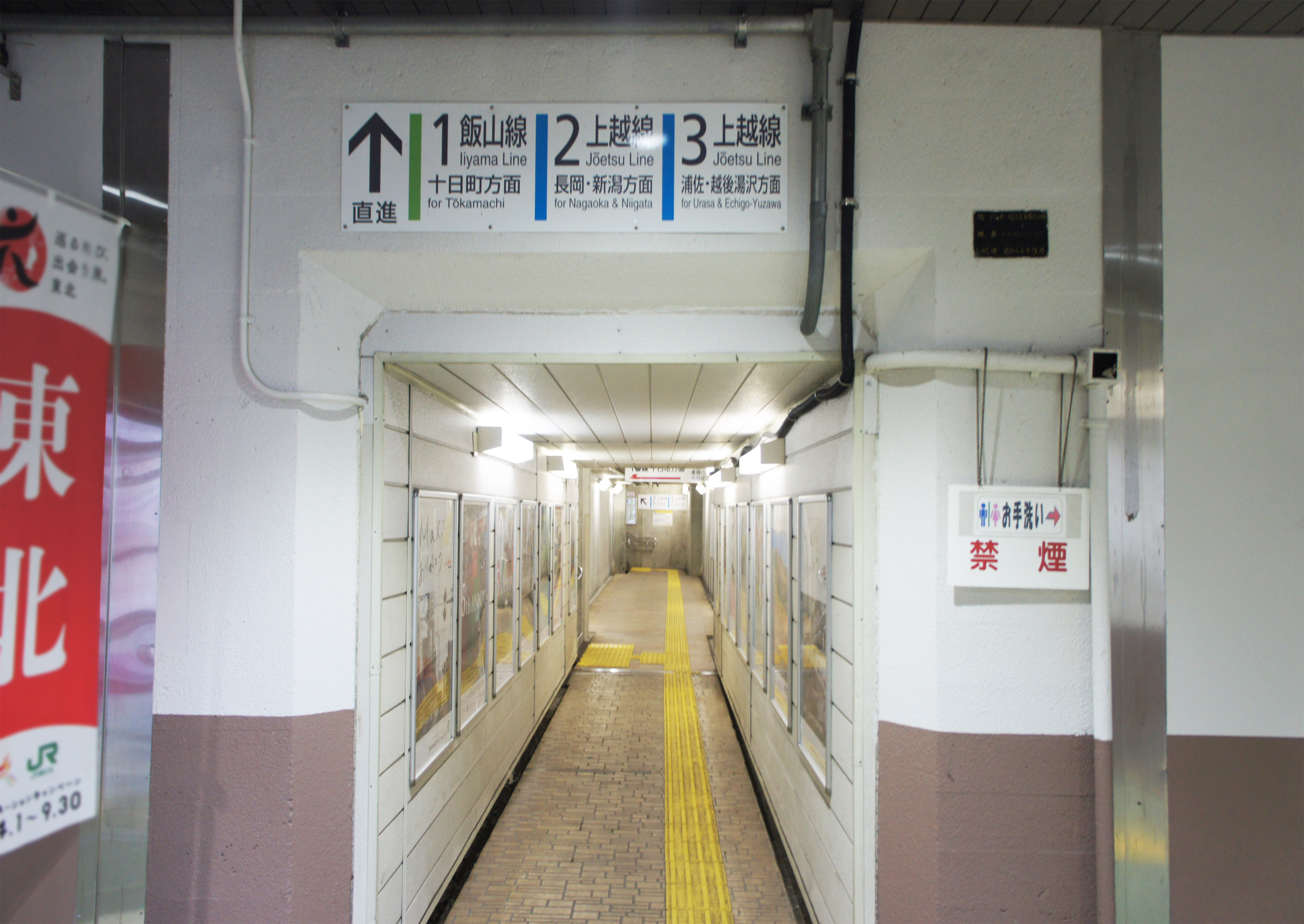
地下通路（2021年9月）
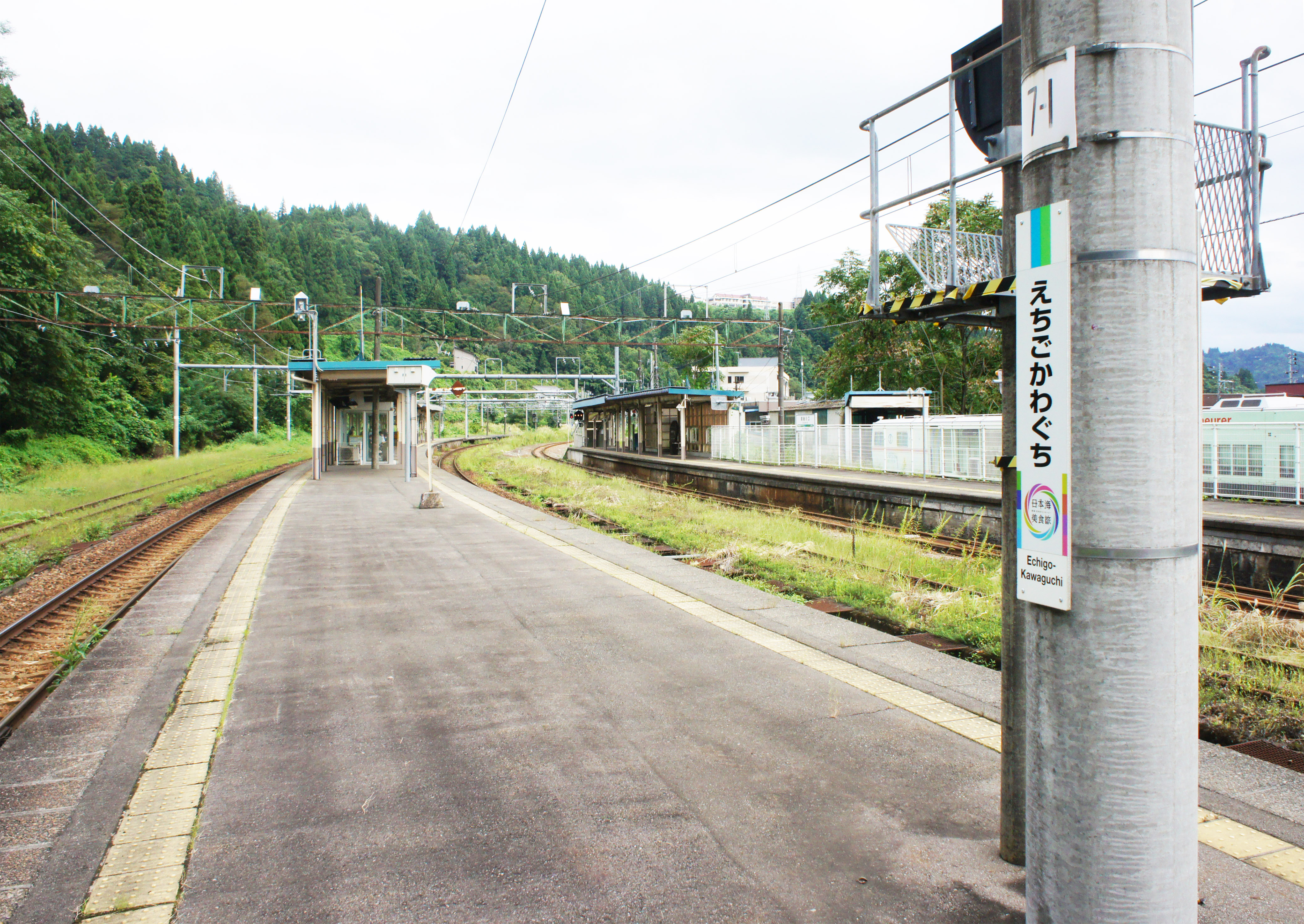
ホーム（2021年9月）

## 利用状況
JR東日本によると、2023年度（令和5年度）の1日平均乗車人員は157人である。
2000年度（平成12年度）以降の推移は以下のとおりである。
| 1日平均乗車人員推移 | 1日平均乗車人員推移 | 1日平均乗車人員推移 | 1日平均乗車人員推移 | 1日平均乗車人員推移 |
| 年度                | 定期外              | 定期                | 合計                | 出典                |
| ------------------- | ------------------- | ------------------- | ------------------- | ------------------- |
| 2000年（平成12年）  |                     |                     | 284                 | [ 利用客数 2 ]      |
| 2001年（平成13年）  |                     |                     | 289                 | [ 利用客数 3 ]      |
| 2002年（平成14年）  |                     |                     | 272                 | [ 利用客数 4 ]      |
| 2003年（平成15年）  |                     |                     | 263                 | [ 利用客数 5 ]      |
| 2004年（平成16年）  |                     |                     | 206                 | [ 利用客数 6 ]      |
| 2005年（平成17年）  |                     |                     | 199                 | [ 利用客数 7 ]      |
| 2006年（平成18年）  |                     |                     | 211                 | [ 利用客数 8 ]      |
| 2007年（平成19年）  |                     |                     | 214                 | [ 利用客数 9 ]      |
| 2008年（平成20年）  |                     |                     | 213                 | [ 利用客数 10 ]     |
| 2009年（平成21年）  |                     |                     | 188                 | [ 利用客数 11 ]     |
| 2010年（平成22年）  |                     |                     | 189                 | [ 利用客数 12 ]     |
| 2011年（平成23年）  |                     |                     | 199                 | [ 利用客数 13 ]     |
| 2012年（平成24年）  | 52                  | 156                 | 209                 | [ 利用客数 14 ]     |
| 2013年（平成25年）  | 52                  | 167                 | 219                 | [ 利用客数 15 ]     |
| 2014年（平成26年）  | 52                  | 140                 | 193                 | [ 利用客数 16 ]     |
| 2015年（平成27年）  | 52                  | 156                 | 208                 | [ 利用客数 17 ]     |
| 2016年（平成28年）  | 52                  | 139                 | 191                 | [ 利用客数 18 ]     |
| 2017年（平成29年）  | 52                  | 145                 | 197                 | [ 利用客数 19 ]     |
| 2018年（平成30年）  | 49                  | 134                 | 183                 | [ 利用客数 20 ]     |
| 2019年（令和元年）  | 47                  | 123                 | 171                 | [ 利用客数 21 ]     |
| 2020年（令和02年）  | 27                  | 124                 | 151                 | [ 利用客数 22 ]     |
| 2021年（令和03年）  | 30                  | 122                 | 152                 | [ 利用客数 23 ]     |
| 2022年（令和04年）  | 36                  | 114                 | 151                 | [ 利用客数 24 ]     |
| 2023年（令和05年）  | 41                  | 115                 | 157                 | [ 利用客数 1 ]      |

## 駅周辺
長岡市川口地域において、信濃川とその支流の魚野川が合流する。当駅は上越線と飯山線が接続する駅であるが、上越線の当駅以北と飯山線は信濃川、上越線の当駅以南が魚野川に沿っている。
- 長岡市川口支所
- 新潟県道197号向山越後川口停車場線
- 国道17号
- 関越自動車道 越後川口インターチェンジ・サービスエリア
- スーパー安田屋（あんたや）
- JA北魚沼 川口支店

## バス路線
駅から徒歩数分の国道上に南越後観光バスの「川口駅角」バス停が設置されており、小出営業所方面や小千谷総合病院方面へと結んでいる。このほか、駅前の長岡市役所川口支所から、川口地域バス（黄色いバス）が運行されている。

## エピソード
- テレビドラマ『高校教師』（1993年度版）- 最終回で登場。
- 映画『熱海殺人事件』1986年度版（出演／仲代達矢・風間杜夫・志穂美悦子・大滝秀治）- オープニングで登場。

## 隣の駅
東日本旅客鉄道（JR東日本）
■上越線
北堀之内駅 - 越後川口駅 - 小千谷駅
■飯山線
内ケ巻駅 - 越後川口駅 - （上越線小千谷方面*）
*:一部列車が乗り入れる。

### 記事本文
1. 1 2 3 4 5 6  『週刊 JR全駅・全車両基地』 21号 新潟駅・弥彦駅・津南駅ほか、朝日新聞出版〈週刊朝日百科〉、2012年12月30日、27頁。
2. 1 2 3   新潟県鉄道全駅 増補改訂版 P156. 新潟日報事業者. (2015-6-30)
3. 1 2 3 4 5  石野 1998, p. 454.
4. 1 2 3  石野 1998, p. 595.
5. ↑  「長岡など11駅ホーム扛上」『交通新聞』交通協力会、1960年2月10日、1面。
6. ↑  「越後川口-山辺信号場 複線使用を開始」『交通新聞』交通協力会、1967年6月28日、2面。
7. ↑  『越後川口駅舎が完成 きのうからオープン』昭和44年12月2日 読売新聞 新潟県民板
8. ↑  『「越乃Shu*Kura」の停車駅 来迎寺駅・越後川口駅をリニューアル!』（PDF）（プレスリリース）東日本旅客鉄道新潟支社、2016年2月23日。オリジナルの2016年4月6日時点におけるアーカイブ。2019年7月9日閲覧。
9. ↑  “駅の情報（越後川口駅）：JR東日本”.   東日本旅客鉄道. 2024年2月5日時点のオリジナルよりアーカイブ。2024年2月5日閲覧。
10. 1 2 3  “JR東日本：駅構内図・バリアフリー情報（越後川口駅）”.   東日本旅客鉄道. 2025年5月7日閲覧。
11. ↑  “小出～川口～小千谷線（時刻表）” (PDF). 南越後観光バス株式会社 | 新潟県南魚沼市の一般路線バス、貸切・観光バス情報.   南越後観光バス. 2025年5月7日閲覧。
12. ↑  “川口地域バス（黄色いバス） 運行ルート時刻表” (PDF). 川口地域生活交通「黄色いバス」.   長岡市. 2025年5月7日閲覧。

### 利用状況
1. 1 2  “各駅の乗車人員（2023年度）”.   東日本旅客鉄道. 2024年7月21日閲覧。
2. ↑  “各駅の乗車人員（2000年度）”.   東日本旅客鉄道. 2019年4月10日閲覧。
3. ↑  “各駅の乗車人員（2001年度）”.   東日本旅客鉄道. 2019年4月10日閲覧。
4. ↑  “各駅の乗車人員（2002年度）”.   東日本旅客鉄道. 2019年4月10日閲覧。
5. ↑  “各駅の乗車人員（2003年度）”.   東日本旅客鉄道. 2019年4月10日閲覧。
6. ↑  “各駅の乗車人員（2004年度）”.   東日本旅客鉄道. 2019年4月10日閲覧。
7. ↑  “各駅の乗車人員（2005年度）”.   東日本旅客鉄道. 2019年4月10日閲覧。
8. ↑  “各駅の乗車人員（2006年度）”.   東日本旅客鉄道. 2019年4月10日閲覧。
9. ↑  “各駅の乗車人員（2007年度）”.   東日本旅客鉄道. 2019年4月10日閲覧。
10. ↑  “各駅の乗車人員（2008年度）”.   東日本旅客鉄道. 2019年4月10日閲覧。
11. ↑  “各駅の乗車人員（2009年度）”.   東日本旅客鉄道. 2019年4月10日閲覧。
12. ↑  “各駅の乗車人員（2010年度）”.   東日本旅客鉄道. 2019年4月10日閲覧。
13. ↑  “各駅の乗車人員（2011年度）”.   東日本旅客鉄道. 2019年4月10日閲覧。
14. ↑  “各駅の乗車人員（2012年度）”.   東日本旅客鉄道. 2019年4月10日閲覧。
15. ↑  “各駅の乗車人員（2013年度）”.   東日本旅客鉄道. 2019年4月10日閲覧。
16. ↑  “各駅の乗車人員（2014年度）”.   東日本旅客鉄道. 2019年4月10日閲覧。
17. ↑  “各駅の乗車人員（2015年度）”.   東日本旅客鉄道. 2019年4月10日閲覧。
18. ↑  “各駅の乗車人員（2016年度）”.   東日本旅客鉄道. 2019年4月10日閲覧。
19. ↑  “各駅の乗車人員（2017年度）”.   東日本旅客鉄道. 2019年4月10日閲覧。
20. ↑  “各駅の乗車人員（2018年度）”.   東日本旅客鉄道. 2019年7月16日閲覧。
21. ↑  “各駅の乗車人員（2019年度）”.   東日本旅客鉄道. 2020年7月12日閲覧。
22. ↑  “各駅の乗車人員（2020年度）”.   東日本旅客鉄道. 2021年7月24日閲覧。
23. ↑  “各駅の乗車人員（2021年度）”.   東日本旅客鉄道. 2022年8月7日閲覧。
24. ↑  “各駅の乗車人員（2022年度）”.   東日本旅客鉄道. 2023年7月11日閲覧。